# Mary Robinson
Pour les articles homonymes, voir Mary Robinson (homonymie) et Robinson.
Mary Robinson (en irlandais : Máire Mhic Róibín) (née Bourke) est née le 21 mai 1944 à Ballina (comté de Mayo), en Irlande, est une femme politique irlandaise. Elle fut la première femme présidente d'Irlande du 3 décembre 1990 au 12 septembre 1997 et la septième personne à occuper la magistrature suprême. Elle fut ensuite Haut-Commissaire des Nations unies aux droits de l'homme de 1997 à 2002.

## Jeunesse
Mary Bourke a grandi au sein d'une famille catholique. Son mariage en 1970 avec Nicholas Robinson (avec lequel elle a 3 enfants), membre de l'Église d'Irlande protestante, a suscité l'opposition de sa famille.
Mary Robinson a étudié à Trinity College à Dublin puis à King's Inns (en). Elle étudia également à l'université Harvard. Rentrée en Irlande, elle a enseigné le droit européen à Trinity College. Avocate de formation et de profession, Mary Robinson s'est rapidement engagée en politique. Elle s'est battue pour défendre les libertés fondamentales ainsi que les droits humains.

## Carrière politique

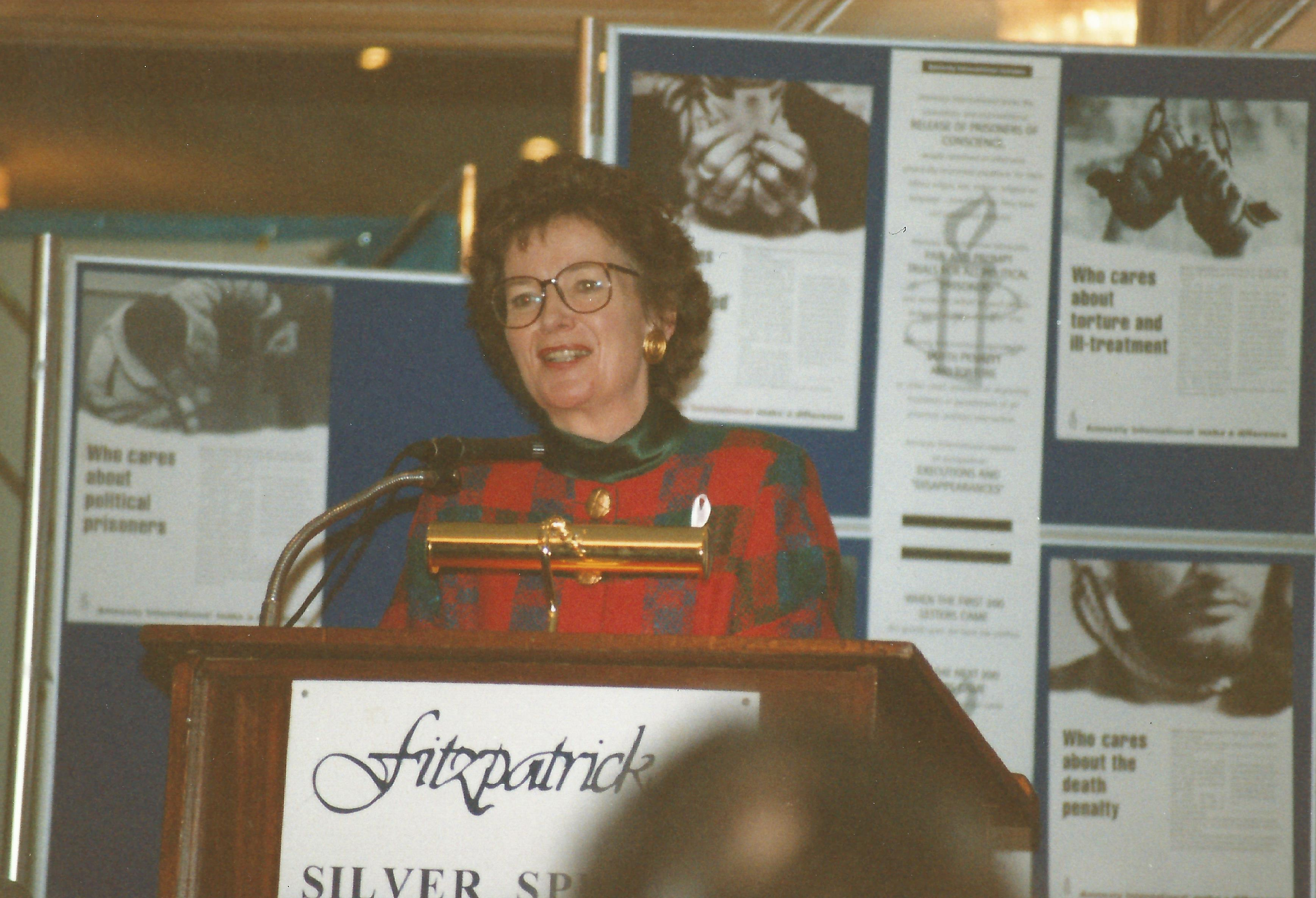
Mary Robinson, alors présidente d'Irlande, à la conférence d'Amnesty International en Irlande, au Silver Springs Hotel (à Cork), en février 1996.

Mary Robinson fut d'abord élue au Sénat comme indépendante en 1969 et appartint à la Chambre haute jusqu'en 1989 mais fut battue comme candidate du Parti travailliste au Dáil Éireann en 1977 et 1981. Elle fut également membre du conseil municipal de Dublin.
Elle a publié des écrits concernant le droit de la famille et les questions constitutionnelles.
Le Parti travailliste en fit sa candidate à l'élection présidentielle du 7 novembre 1990 qu'elle remporta avec 51,9 % des voix. Elle prêta serment le 3 décembre suivant pour un mandat de sept ans.
Le 12 septembre 1997, elle démissionna de sa charge, trois mois avant la fin de son mandat, afin de prendre trois jours plus tard son poste de Haut-Commissaire des Nations unies aux droits de l'homme. Robinson fut le premier Haut-Commissaire des Nations unies aux droits de l'homme à visiter le Tibet, où elle se rendit en 1998. En 2001, elle annonce qu'elle ne briguera pas de second mandat à ce poste, déclarant qu'elle pensait pouvoir faire plus à l'extérieur des « contraintes » de l'ONU. Jusqu'en septembre 2002, elle remplit ses fonctions pendant le secrétariat général de Kofi Annan.
Mary Robinson, présida la Commission internationale de juristes de 2008 à 2010.

## Honneurs et distinctions
Mary Robinson est chancelière de l'université de Dublin de 1998 à 2018.
Le 8 juin 2006, elle reçoit le prix Princesse des Asturies des Sciences sociales pour son importante contribution au développement pour le bien de l'Humanité. Elle est membre du Haut Conseil de la francophonie.
Mary Robinson est également docteur honoris causa de l'université Rennes-2 Haute-Bretagne, de l'université de Genève et de la Katholieke Universiteit Leuven.
Elle compte également parmi les membres fondateurs du Collegium international éthique, politique et scientifique, association qui souhaite apporter des réponses intelligentes et appropriées qu'attendent les peuples du monde face aux nouveaux défis de notre temps.
En 1997, elle est l'un des deux lauréats du prix Nord-Sud, décerné par le Centre Nord-Sud du Conseil de l'Europe.
En 2000, elle reçoit le prix Félix-Houphouët-Boigny pour la recherche de la paix.
En 2004, le prix Ambassadeur de la conscience, le plus prestigieux dans le domaine des droits de l'homme créé par Amnesty International en 2003, est décerné conjointement à Mary Robinson et à l'avocate guatémaltèque Hilda Morales Trujillo (en).
Depuis 2007, elle fait partie du groupe des Global Elders, créé par Nelson Mandela afin de promouvoir la paix et les droits humains dans le monde. La même année, elle donne la première conférence Barbara-Ward.
Mary Robinson est aussi membre d'honneur du Club de Budapest.
En juillet 2009, elle reçoit la médaille présidentielle de la Liberté par Barack Obama et en 2018, la médaille internationale de Kew Gardens.

### Affaire Sheika Latifa
En décembre 2018, Mary Robinson se rend à Dubaï à la suite d'une demande de la famille royale pour rencontrer la sheikha Latifa, fille de l'actuel dirigeant de Dubaï. Supposément, Latifa aurait cherché à fuir Dubaï et aurait été kidnappée et rapatriée de force. Les propos de Mary Robinson sont critiqués en ce qu'ils semblent soutenir la ligne officielle du régime et soutiennent que Latifa souffre de troubles psychiatriques.